# ゴールデン・アロー賞受賞者の一覧
ゴールデン・アロー賞受賞者の一覧（ゴールデン・アローしょうじゅしょうしゃのいちらん）では、ゴールデン・アロー賞の受賞者を年代順に列挙する。

## 第1回 - 第10回（1963年 - 1972年）
第1回 昭和38年度（1963年）
大賞：江利チエミ
新人賞：舟木一夫
取材協力賞：クレージー・キャッツとその奥さまたち
特別賞：石原裕次郎
話題賞：山本富士子
第2回 昭和39年度（1964年）
大賞：吉永小百合
新人賞：市原悦子
新人賞：林美智子
取材協力賞：勝新太郎・中村玉緒夫妻
特別賞：有馬稲子
話題賞：美空ひばり
第3回 昭和40年度（1965年）
大賞：市川染五郎（六代目。九代目松本幸四郎）
新人賞：緒形拳
新人賞：水前寺清子
取材協力賞：長門裕之・南田洋子夫妻
特別賞：橋幸夫
話題賞：市川崑
第4回 昭和41年度（1966年）
大賞：加山雄三
新人賞：由美かおる
新人賞：内藤洋子
取材協力賞：芦田伸介
特別賞：樫山文枝
話題賞：三島由紀夫
第5回 昭和42年度（1967年）
大賞：三船敏郎
新人賞：黛ジュン
取材協力賞：日色ともゑ
取材協力賞：水原弘・名奈子夫妻
特別賞：ジャッキー吉川とブルー・コメッツ
話題賞：浜美枝
グラフ賞：西野バレエ団の金井克子、由美かおる、原田糸子、奈美悦子（レ・ガールズ）
第6回 昭和43年度（1968年）
大賞：浅丘ルリ子
新人賞：ピンキーとキラーズ
取材協力賞：宇津井健・千恵子夫妻
特別賞：中村錦之助（初代。萬屋錦之介）
特別賞：コント55号
話題賞：青島幸男
グラフ賞：丸山明宏
第7回 昭和44年度（1969年）
大賞：岩下志麻
映画賞：該当者なし
演劇賞：平幹二朗
音楽賞：森山良子
放送賞：中山千夏
新人賞：ピーター
特別賞：森進一
話題賞：津川雅彦
グラフ賞：浅丘ルリ子
第8回 昭和45年度（1970年）
大賞：藤圭子
映画賞：山田洋次
演劇賞：坂東玉三郎（五代目）
音楽賞：なかにし礼
放送賞：ザ・ドリフターズ
新人賞：関根恵子
特別賞：堺正章
話題賞：該当者なし
グラフ賞：辺見マリ
第9回 昭和46年度（1971年）
大賞：越路吹雪
映画賞：篠田正浩
演劇賞：劇団テアトル・エコー
音楽賞：尾崎紀世彦
放送賞：井上順之
新人賞：小柳ルミ子
特別賞：鶴田浩二
話題賞：野末陳平
グラフ賞：池玲子
第10回 昭和47年度（1972年）
大賞：勝新太郎と勝プロダクション
映画賞：栗原小巻
演劇賞：宝田明
音楽賞：平尾昌晃
放送賞：「ありがとう」スタッフ
新人賞：松坂慶子
特別賞：天地真理
話題賞：中村敦夫
グラフ賞：山本リンダ

## 第11回 - 第20回（1973年 - 1982年）
第11回 昭和48年度（1973年）
大賞：高橋英樹
映画賞：深作欣二と菅原文太
演劇賞：浜木綿子
音楽賞：五木ひろし
放送賞：高橋英樹
最優秀新人賞：アグネス・チャン
新人賞（映画）：桃井かおり
新人賞（演劇）：該当者なし
新人賞（音楽）：アグネス・チャン
新人賞（放送）：浅田美代子
特別賞：渥美清
話題賞：吉永小百合・岡田太郎夫妻
グラフ賞：由美かおる
第12回 昭和49年度（1974年）
大賞：萩原健一
映画賞：「砂の器」スタッフ
演劇賞：財津一郎
音楽賞：梓みちよ
放送賞：萩原健一
最優秀新人賞：秋吉久美子
新人賞（映画）：秋吉久美子
新人賞（演劇）：木の実ナナ
新人賞（音楽）：中条きよし
新人賞（放送）：中村雅俊
特別賞：山口百恵
話題賞：野坂昭如・永六輔・小沢昭一
グラフ賞：西城秀樹
第13回 昭和50年度（1975年）
大賞：萩本欽一
映画賞：「金環蝕」スタッフ
演劇賞：滝沢修
音楽賞：布施明と小椋佳
放送賞：萩本欽一
芸能賞：桂米朝（三代目）
最優秀新人賞：岩崎宏美
新人賞（映画）：三浦友和
新人賞（演劇）：なべおさみ
新人賞（音楽）：岩崎宏美
新人賞（放送）：三林京子
新人賞（芸能）：笑福亭鶴光
特別賞：ベルサイユのばら
話題賞：五月みどり
グラフ賞：岡田奈々
第14回 昭和51年度（1976年）
大賞：山口百恵
映画賞：市川崑
演劇賞：つかこうへい
音楽賞：都はるみ
放送賞：山口百恵
放送賞：倉本聰
芸能賞：辻村ジュサブロー
最優秀新人賞：原田美枝子
新人賞（映画）：原田美枝子
新人賞（演劇）：該当者なし
新人賞（音楽）：内藤やす子
新人賞（放送）：浅茅陽子
新人賞（芸能）：柳家小菊
特別賞：森繁久彌
話題賞：川谷拓三
グラフ賞：松本ちえこ
第15回 昭和52年度（1977年）
大賞：高倉健
映画賞：高倉健
演劇賞：坂東玉三郎（五代目）
音楽賞：石川さゆり
放送賞：西田敏行
芸能賞：長嶺ヤス子
最優秀新人賞：大竹しのぶ
新人賞（映画）：島村佳江
新人賞（演劇）：大竹しのぶ
新人賞（音楽）：狩人
新人賞（放送）：国広富之
新人賞（芸能）：東京ヴォードヴィルショー
特別賞：ピンク・レディー
話題賞：千昌夫・シェファード夫妻
グラフ賞：夏目雅子
第16回 昭和53年度（1978年）
大賞：沢田研二
映画賞：萬屋錦之介
演劇賞：若山富三郎
音楽賞：沢田研二
放送賞：橋田壽賀子
芸能賞：三遊亭圓生（六代目）
最優秀新人賞：藤真利子
新人賞（映画）：永島敏行
新人賞（演劇）：神崎愛
新人賞（音楽）：石野真子
新人賞（音楽）：渡辺真知子
新人賞（放送）：藤真利子
新人賞（芸能）：金沢明子
特別賞：三橋美智也
話題賞：郷ひろみと樹木希林
グラフ賞：ピンク・レディー
第17回 昭和54年度（1979年）
大賞：さだまさし
映画賞：沢田研二
演劇賞：森光子
音楽賞：さだまさし
放送賞：久米宏
芸能賞：古今亭志ん朝（三代目）
最優秀新人賞：該当者なし
新人賞（映画）：該当者なし
新人賞（演劇）：本田博太郎
新人賞（音楽）：倉田まり子
新人賞（放送）：白都真理
新人賞（芸能）：ツービート
特別賞：杉良太郎
話題賞：山口百恵・三浦友和
グラフ賞：榊原郁恵
第18回 昭和55年度（1980年）
大賞：仲代達矢
映画賞：仲代達矢
演劇賞：市村正親
音楽賞：八代亜紀
放送賞：武田鉄矢
芸能賞：桂枝雀（二代目）
最優秀新人賞：ザ・ぼんち
新人賞（映画）：烏丸せつこ
新人賞（映画）：樋口可南子
新人賞（演劇）：岸本加世子
新人賞（音楽）：岩崎良美
新人賞（音楽）：田原俊彦
新人賞（音楽）：松田聖子
新人賞（放送）：三原順子
新人賞（芸能）：ザ･ぼんち
新人賞（芸能）：紳助・竜介
特別賞：島田陽子
話題賞：たのきんトリオ
グラフ賞：河合奈保子
第19回 昭和56年度（1981年）
大賞：榊原郁恵
映画賞：高倉健
演劇賞：榊原郁恵
音楽賞：寺尾聰
放送賞：欽ドン!一家
芸能賞：タモリ
最優秀新人賞：近藤真彦
新人賞（映画）：田中裕子
新人賞（演劇）：伊藤蘭
新人賞（音楽）：近藤真彦
新人賞（放送）：伊藤つかさ
新人賞（芸能）：九十九一
特別賞：西田敏行
話題賞：石原裕次郎
グラフ賞：柏原よしえ
第20回 昭和57年度（1982年）
大賞：松坂慶子
映画賞：松坂慶子
演劇賞：久野綾希子
音楽賞：近藤真彦
放送賞：田中邦衛
芸能賞：ビートたけし
最優秀新人賞：シブがき隊
新人賞（映画）：武田久美子
新人賞（演劇）：石田えり
新人賞（音楽）：シブがき隊
新人賞（音楽）：中森明菜
新人賞（音楽）：松本伊代
新人賞（放送）：渡辺徹
新人賞（芸能）：山田邦子
特別賞：中村雅俊
話題賞：泉谷しげる
グラフ賞：美保純
特別表彰 芸能記者クラブグランプリ：萩本欽一
特別表彰 スーパーアイドル賞：たのきん（田原俊彦・野村義男・近藤真彦）

## 第21回 - 第30回（1983年 - 1992年）
第21回 昭和58年度（1983年）
大賞：緒形拳
映画賞：緒形拳
演劇賞：渡辺美佐子
音楽賞：松田聖子
放送賞：タモリ
芸能賞：コント・レオナルド
最優秀新人賞：THE GOOD-BYE
新人賞（映画）：原田知世
新人賞（演劇）：永島敏行
新人賞（音楽）：THE GOOD-BYE
新人賞（音楽）：岩井小百合
新人賞（音楽）：桑田靖子
新人賞（放送）：小林綾子
新人賞（芸能）：竹中直人
特別賞：梅沢富美男
話題賞：田中裕子
グラフ賞：田原俊彦
第22回 昭和59年度（1984年）
大賞：吉永小百合
映画賞：吉永小百合
演劇賞：ミュージカル『キャッツ』
音楽賞：中森明菜
放送賞：所ジョージ
芸能賞：片岡鶴太郎
最優秀新人賞：吉川晃司
新人賞（映画）：佐倉しおり
新人賞（演劇）：真田広之
新人賞（音楽）：吉川晃司
新人賞（音楽）：岡田有希子
新人賞（音楽）：SALLY
新人賞（放送）：工藤夕貴
新人賞（芸能）：コント山口君と竹田君
特別賞：芦屋雁之助
話題賞：近藤真彦
グラフ賞：小泉今日子
第23回 昭和60年度（1985年）
大賞：ビートたけし
映画賞：倍賞美津子
演劇賞：石橋蓮司・緑魔子
音楽賞：チェッカーズ
放送賞：ビートたけし
芸能賞：明石家さんま
最優秀新人賞：中山美穂
新人賞（映画）：斉藤由貴
新人賞（演劇）：天宮良
新人賞（音楽）：小林明子
新人賞（音楽）：本田美奈子
新人賞（音楽）：中山美穂
新人賞（放送）：沢口靖子
新人賞（芸能）：とんねるず
特別賞：笠智衆
話題賞：神田正輝・松田聖子
グラフ賞：沢口靖子
第24回 昭和61年度（1986年）
大賞：いしだあゆみ
映画賞：いしだあゆみ
演劇賞：夏木マリ
音楽賞：中森明菜
放送賞：久米宏
芸能賞：片岡鶴太郎
最優秀新人賞：少年隊
新人賞（映画）：有森也実
新人賞（演劇）：島田歌穂
新人賞（音楽）：少年隊
新人賞（音楽）：石井明美
新人賞（音楽）：真璃子
新人賞（放送）：後藤久美子
新人賞（芸能）：パワーズ
特別賞：小林旭
話題賞：西川きよし・ヘレン
グラフ賞：本田美奈子
第25回 昭和62年度（1987年）
大賞：田原俊彦
映画賞：伊丹十三
演劇賞：田原俊彦
音楽賞：近藤真彦
放送賞：渡辺謙
芸能賞：春風亭小朝
最優秀新人賞：光GENJI
新人賞（映画）：仲村トオル
新人賞（演劇）：斉藤由貴
新人賞（音楽）：立花理佐
新人賞（音楽）：光GENJI
新人賞（音楽）：酒井法子
新人賞（放送）：古村比呂
新人賞（芸能）：清水ミチコ
特別賞：三田佳子
話題賞：後藤久美子
グラフ賞：南野陽子
特別功労賞：石原裕次郎
第26回 昭和63年度（1988年）
大賞：木の実ナナ・細川俊之
映画賞：西田敏行
演劇賞：木の実ナナ・細川俊之
音楽賞：中山美穂
放送賞：浅野温子
芸能賞：とんねるず
最優秀新人賞：男闘呼組
新人賞（映画）：緒形直人
新人賞（演劇）：沖本富美代・美智代
新人賞（音楽）：男闘呼組
新人賞（音楽）：藤谷美紀
新人賞（音楽）：大和さくら
新人賞（放送）：井森美幸
新人賞（芸能）：ウッチャンナンチャン
特別賞：島倉千代子
話題賞：光GENJI
グラフ賞：浅香唯
第27回 平成元年度（1989年）
大賞：浅野ゆう子
映画賞：ビートたけし
演劇賞：イッセー尾形
音楽賞：米米CLUB
放送賞：浅野ゆう子
芸能賞：山田邦子
最優秀新人賞：河合奈保子
新人賞（映画）：荻野目洋子
新人賞（演劇）：河合奈保子
新人賞（音楽）：田中美奈子
新人賞（音楽）：田村英里子
新人賞（音楽）：マルシア
新人賞（放送）：相原勇
新人賞（芸能）：B21スペシャル
特別賞：松田優作
話題賞：Mr.マリック
グラフ賞：井森美幸
特別功労賞：美空ひばり
第28回 平成2年度（1990年）
大賞：コロッケ
映画賞：中原俊
演劇賞：森光子
音楽賞：B.B.クィーンズ
放送賞：吉田栄作
芸能賞：コロッケ
最優秀新人賞：忍者
新人賞（映画）：牧瀬里穂
新人賞（演劇）：芳本美代子
新人賞（音楽）：忍者
新人賞（音楽）：晴山さおり
新人賞（音楽）：ribbon
新人賞（放送）：加勢大周
新人賞（芸能）：森口博子
特別賞：美川憲一
話題賞：植木等
グラフ賞：西田ひかる
第29回 平成3年度（1991年）
大賞：竹中直人
映画賞：竹中直人
演劇賞：第三舞台
音楽賞：KAN
放送賞：武田鉄矢
芸能賞：ウッチャンナンチャン
最優秀新人賞：SMAP
新人賞（映画）：石田ひかり
新人賞（演劇）：篠井英介
新人賞（音楽）：SMAP
新人賞（音楽）：Mi-Ke
新人賞（音楽）：しじみとさざえ（松下桂子・篠塚満由美）
新人賞（放送）：L.L.ブラザーズ
新人賞（芸能）：ルー大柴
特別賞：北島三郎
話題賞：山本リンダ
グラフ賞：観月ありさ
第30回 平成4年度（1992年）
大賞：米米CLUB
映画賞：伊丹十三
演劇賞：宮本亜門
音楽賞：米米CLUB
放送賞：石田ひかり
芸能賞：藤山直美
最優秀新人賞：裕木奈江
新人賞（映画）：中江有里
新人賞（演劇）：本田美奈子
新人賞（音楽）：小野正利
新人賞（音楽）：小林ひさし
新人賞（音楽）：田川寿美
新人賞（放送）：裕木奈江
新人賞（芸能）：松村邦洋
特別賞：太地喜和子
話題賞：佐野史郎
グラフ賞：C.C.ガールズ
特別表彰 芸能記者クラブグランプリ：吉永小百合
特別表彰 ゴールデン・スター賞：田原俊彦

## 第31回 - 第40回（1993年 - 2002年）
第31回 平成5年度（1993年）
大賞：少年隊
映画賞：西田敏行
演劇賞：少年隊
音楽賞：高山厳
放送賞：真田広之
芸能賞：ダチョウ倶楽部
最優秀新人賞：櫻井淳子
新人賞（映画）：遠山景織子
新人賞（演劇）：赤井英和
新人賞（音楽）：山根康広
新人賞（音楽）：国武万里
新人賞（音楽）：木内美歩
新人賞（放送）：櫻井淳子
新人賞（芸能）：ホンジャマカ
特別賞：逸見政孝
話題賞：中山雅史
グラフ賞：鈴木杏樹
第32回 平成6年度（1994年）
大賞：森光子
映画賞：萩原健一
演劇賞：森光子
音楽賞：Mr.Children
放送賞：安達祐実
芸能賞：松村邦洋
最優秀新人賞：篠原涼子
新人賞（映画）：武田真治
新人賞（演劇）：石田ひかり
新人賞（音楽）：篠原涼子
新人賞（音楽）：EAST END×YURI
新人賞（放送）：葉月里緒菜
新人賞（芸能）：グレートチキンパワーズ
特別賞：泉谷しげる
話題賞：イチロー
グラフ賞：瀬戸朝香
第33回 平成7年度（1995年）
大賞：豊川悦司
映画賞：豊川悦司
演劇賞：天海祐希
音楽賞：安室奈美恵 with SUPER MONKEY'S
放送賞：ともさかりえ
芸能賞：松本明子
最優秀新人賞：西田ひかる
新人賞（映画）：一色紗英
新人賞（演劇）：西田ひかる
新人賞（音楽）：上杉香緒里
新人賞（音楽）：岡本真夜
新人賞（放送）：竹野内豊
新人賞（芸能）：神田うの
特別賞：ゴジラ
話題賞：イチロー
グラフ賞：雛形あきこ
第34回 平成8年度（1996年）
大賞：竹中直人
映画賞：周防正行
演劇賞：西村雅彦
音楽賞：ウルフルズ
放送賞：竹中直人
芸能賞：飯島直子
最優秀新人賞：松たか子
新人賞（映画）：安藤政信
新人賞（演劇）：奥菜恵
新人賞（音楽）：PUFFY
新人賞（音楽）：SPEED
新人賞（放送）：松たか子
新人賞（芸能）：篠原ともえ
特別賞：渥美清
話題賞：猿岩石
グラフ賞：広末涼子
第35回 平成9年度（1997年）
大賞：北野武
映画賞：北野武
演劇賞：熊川哲也
音楽賞：GLAY
放送賞：川島なお美
芸能賞：爆笑問題
最優秀新人賞：広末涼子
新人賞（映画）：三谷幸喜
新人賞（演劇）：緒川たまき
新人賞（音楽）：オーロラ輝子（河合美智子）
新人賞（音楽）：SHAZNA
新人賞（音楽）：広末涼子
新人賞（放送）：さとう珠緒
新人賞（芸能）：つぶやきシロー
特別賞：三船敏郎
話題賞：該当者なし
グラフ賞：吉川ひなの
第36回 平成10年度（1998年）
大賞：L'Arc～en～Ciel
映画賞：原田美枝子
演劇賞：松たか子
音楽賞：L'Arc～en～Ciel
放送賞：中村玉緒
芸能賞：ネプチューン
最優秀新人賞：深田恭子
新人賞（映画）：田中麗奈
新人賞（演劇）：藤原竜也
新人賞（音楽）：Kiroro
新人賞（音楽）：モーニング娘。
新人賞（放送）：深田恭子
新人賞（芸能）：ユースケ・サンタマリア
特別賞：黒澤明
特別賞：淀川長治
話題賞：パイレーツ
グラフ賞：優香
第37回 平成11年度（1999年）
大賞：松嶋菜々子
映画賞：浅野忠信
演劇賞：藤原竜也
音楽賞：モーニング娘。
放送賞：松嶋菜々子
芸能賞：志村けん
最優秀新人賞：優香
新人賞（映画）：松田龍平
新人賞（演劇）：ともさかりえ
新人賞（音楽）：19
新人賞（音楽）：太陽とシスコムーン
新人賞（音楽）：ポルノグラフィティ
新人賞（放送）：優香
新人賞（芸能）：いっこく堂
特別賞：松坂大輔
話題賞：茂森あゆみ＆速水けんたろう
グラフ賞：本上まなみ
第38回 平成12年度（2000年）
大賞：北野武
映画賞：北野武
演劇賞：松尾スズキ
音楽賞：サザンオールスターズ
放送賞：優香
芸能賞：藤井隆
最優秀新人賞：氷川きよし
新人賞（映画）：鈴木杏
新人賞（演劇）：今井絵理子
新人賞（音楽）：安西ひろこ
新人賞（音楽）：氷川きよし
新人賞（音楽）：矢井田瞳
新人賞（放送）：真中瞳
新人賞（芸能）：コージー冨田
特別賞：田村亮子
話題賞：飯島愛
グラフ賞：釈由美子
第39回 平成13年度（2001年）
大賞：中村勘九郎（五代目。十八代目中村勘三郎）
映画賞：窪塚洋介
演劇賞：中村勘九郎
音楽賞：つんく♂
放送賞：米倉涼子
芸能賞：ココリコ
最優秀新人賞：松浦亜弥
新人賞（映画）：妻夫木聡
新人賞（演劇）：山崎裕太
新人賞（音楽）：CHEMISTRY
新人賞（音楽）：w-inds.
新人賞（音楽）：松浦亜弥
新人賞（放送）：国仲涼子
新人賞（芸能）：品川庄司
特別賞：宮崎駿
話題賞：小泉孝太郎
グラフ賞：井川遥
第40回 平成14年度（2002年）
大賞：松本幸四郎（九代目）
映画賞：菅野美穂
演劇賞：松本幸四郎
音楽賞：平井堅
放送賞：菊川怜
芸能賞：中川家
最優秀新人賞：上戸彩
新人賞（映画）：中村獅童（二代目）
新人賞（演劇）：井川遥
新人賞（音楽）：RAGFAIR
新人賞（音楽）：ソニン
新人賞（音楽）：中島美嘉
新人賞（放送）：上戸彩
新人賞（芸能）：三瓶
特別賞：該当者なし
話題賞：ボブ・サップ
話題賞：小池栄子
グラフ賞：吉岡美穂
特別表彰 ゴールデン・スター賞（男性部門）：ビートたけし
特別表彰 ゴールデン・スター賞（女性部門）：松田聖子
特別表彰 ゴールデン・グラフ賞：優香

## 第41回 - 第45回（2003年 - 2007年）
第41回 平成15年度（2003年）
大賞：氷川きよし
映画賞：渡辺謙
演劇賞：広末涼子
音楽賞：氷川きよし
放送賞：仲間由紀恵
芸能賞：さまぁ〜ず
最優秀新人賞：石原さとみ
新人賞（映画）：上戸彩
新人賞（演劇）：宮﨑あおい
新人賞（音楽）：女子十二楽坊
新人賞（放送）：石原さとみ
新人賞（芸能）：はなわ
特別賞：宮藤官九郎
話題賞：綾小路きみまろ
グラフ賞：井上和香
第42回 平成16年度（2004年）
映画賞：長澤まさみ
演劇賞：中村獅童（二代目）
音楽賞：松平健
放送賞（ドラマ部門）：米倉涼子
放送賞（バラエティー部門）：くりぃむしちゅー
スポーツ賞：古田敦也
新人賞：綾瀬はるか
新人賞：青木さやか
新人賞：波田陽区
芸能功労賞：いかりや長介
話題賞：堀江貴文
グラフ賞：岩佐真悠子
第43回 平成17年度（2005年）
映画賞：井筒和幸
演劇賞：松たか子
音楽賞：倖田來未
放送賞（ドラマ部門）：伊東美咲
放送賞（バラエティー部門）：アンガールズ
スポーツ賞：宮里藍
新人賞：沢尻エリカ
新人賞：原田泰造
新人賞：WaT
新人賞：堀北真希
新人賞：南海キャンディーズ
芸能功労賞：本田美奈子.
話題賞：レイザーラモンHG
グラフ賞：安田美沙子
第44回 平成18年度（2006年）
映画賞：松雪泰子
演劇賞：市村正親
音楽賞：DJ OZMA
放送賞（ドラマ部門）：宮﨑あおい
放送賞（バラエティ－部門）：劇団ひとり
スポーツ賞：新庄剛志
新人賞：檀れい
新人賞：黒木メイサ
新人賞：桜塚やっくん
新人賞：ザ・たっち
芸能功労賞：丹波哲郎
話題賞：中川翔子
グラフ賞：ほしのあき
第45回 平成19年度（2007年）
映画賞：新垣結衣
演劇賞：阿部サダヲ
音楽賞：秋川雅史
放送賞（ドラマ部門）：小栗旬
放送賞（バラエティ－部門）：タカアンドトシ
スポーツ賞：石川遼
新人賞：菊地凛子
新人賞：北乃きい
新人賞：福田沙紀
新人賞：小島よしお
新人賞：柳原可奈子
芸能功労賞：阿久悠
芸能功労賞：植木等
話題賞：東国原英夫
グラフ賞：南明奈